# Ministro de Estado (Mónaco)
O Ministro de Estado é o chefe do governo do Mónaco. É nomeado e depende politicamente do Príncipe ou Princesa do Mónaco. É responsável pela direção do governo do país e tem também o cargo das relações exteriores. Como representante do monarca monegasco, o Ministro de Estado dirige os serviços executivos, comanda a polícia e as forças armadas, e preside, com capacidade de voto, ao Conselho de Governo. O cargo foi criado em 1911. Desde 2005 que o Ministro de Estado pode ser cidadão francês ou monegasco..

## Lista de Ministros de Estado do Mónaco (1911–presente)
| N.º | Nome (nasc.–morte)                          | Início do cargo       | Fim do cargo          | Filiação política |
| --- | ------------------------------------------- | --------------------- | --------------------- | ----------------- |
| 1   | Émile Flach (1853–1926)                     | Fevereiro 1911        | Dezembro 1917         | Independente      |
| —   | Georges Jaloustre (1875–1951) Interino      | Janeiro 1918          | Fevereiro 1919        | Independente      |
| 2   | Raymond Le Bourdon (1861–1937)              | 19 Fevereiro 1919     | 11 Agosto 1923        | Independente      |
| 3   | Maurice Piette (1871–1953)                  | 11 Agosto 1923        | Fevereiro 1932        | Independente      |
| —   | Henry Mauran (1899–1983) Interino           | Janeiro 1932          | Junho 1932            | Independente      |
| 4   | Maurice Bouilloux-Lafont (1875–1937)        | Junho 1932            | Junho 1937            | Independente      |
| —   | Henry Mauran (1899–1983) Interino           | Junho 1937            | Agosto 1937           | Independente      |
| 5   | Émile Roblot (1886–1963)                    | 15 Setembro 1937      | 29 Setembro 1944      | Independente      |
| —   | Pierre Blanchy Interino                     | 29 Setembro 1944      | 13 Outubro 1944       | Independente      |
| 6   | Pierre de Witasse (1878–1956)               | 13 Outubro 1944       | Dezembro 1948         | Independente      |
| —   | Pierre Blanchy Interino                     | 4 Janeiro 1949        | 12 Julho 1949         | Independente      |
| 7   | Jacques Rueff (1896–1978)                   | 12 Julho 1949         | 1 Agosto 1950         | Independente      |
| 8   | Pierre Voizard (1896–1982)                  | 1 Agosto 1950         | 2 Setembro 1953       | Independente      |
| 9   | Henry Soum (1899–1983)                      | 15 Novembro 1953      | 12 Fevereiro 1959     | Independente      |
| 10  | Émile Pelletier (1898–1975)                 | 12 Fevereiro 1959     | 23 Janeiro 1962       | Independente      |
| —   | Pierre Blanchy Interino                     | 23 Janeiro 1962       | 16 Agosto 1963        | Independente      |
| 11  | Jean Reymond (1912–1986)                    | 16 Agosto 1963        | 28 Dezembro 1966      | Independente      |
| 12  | Paul Demange (1906–1970)                    | 28 Dezembro 1966      | 1 Abril 1969          | Independente      |
| 13  | François-Didier Gregh (1906–1992)           | 1 Abril 1969          | 24 May 1972           | Independente      |
| 14  | André Saint-Mleux (1920–2012)               | 24 May 1972           | Julho 1981            | Independente      |
| 15  | Jean Herly (1920–1998)                      | Julho 1981            | 16 Setembro 1985      | Independente      |
| 16  | Jean Ausseil (1925–2001)                    | 16 Setembro 1985      | 16 Fevereiro 1991     | Independente      |
| 17  | Jacques Dupont (1929–2002)                  | 16 Fevereiro 1991     | 2 Dezembro 1994       | Independente      |
| 18  | Paul Dijoud (nasc. 1938)                    | 2 Dezembro 1994       | 3 Fevereiro 1997      | Independente      |
| 19  | Michel Lévêque (nasc. 1933)                 | 3 Fevereiro 1997      | 5 Janeiro 2000        | Independente      |
| 20  | Patrick Leclercq (nasc. 1938)               | 5 Janeiro 2000        | 29 Março 2005         | Independente      |
| 21  | Jean-Paul Proust (1940–2010)                | 29 Março 2005         | 29 Março 2010         | Independente      |
| 22  | Michel Roger (nasc. 1949)                   | 29 Março 2010         | 16 Dezembro 2015      | Independente      |
| —   | Gilles Tonelli (nasc. 1957) Interino        | 16 Dezembro 2015      | 1 Fevereiro 2016      | Independente      |
| 23  | Serge Telle (nasc. 1955)                    | 1 Fevereiro 2016      | 1 de setembro de 2020 | Independente      |
| 24  | Pierre Dartout (nasc. 1954)                 | 1 de setembro de 2020 | 2 de setembro de 2024 | Independente      |
| 25  | Didier Guillaume (1959–2025)                | 2 de setembro de 2024 | 17 de janeiro de 2025 | Independente      |
| —   | Isabelle Berro-Amadeï (nasc. 1965) Interina | 17 de janeiro de 2025 | 21 de julho de 2025   | Independente      |
| 26  | Christophe Mirmand (nasc.1961)              | 21 de julho de 2025   | Atualmente            | Independente      |